# Eastern Air Lines
A Eastern Air Lines foi uma empresa aérea dos Estados Unidos fundada em 1926 e que encerrou suas atividades em 1991.

## História

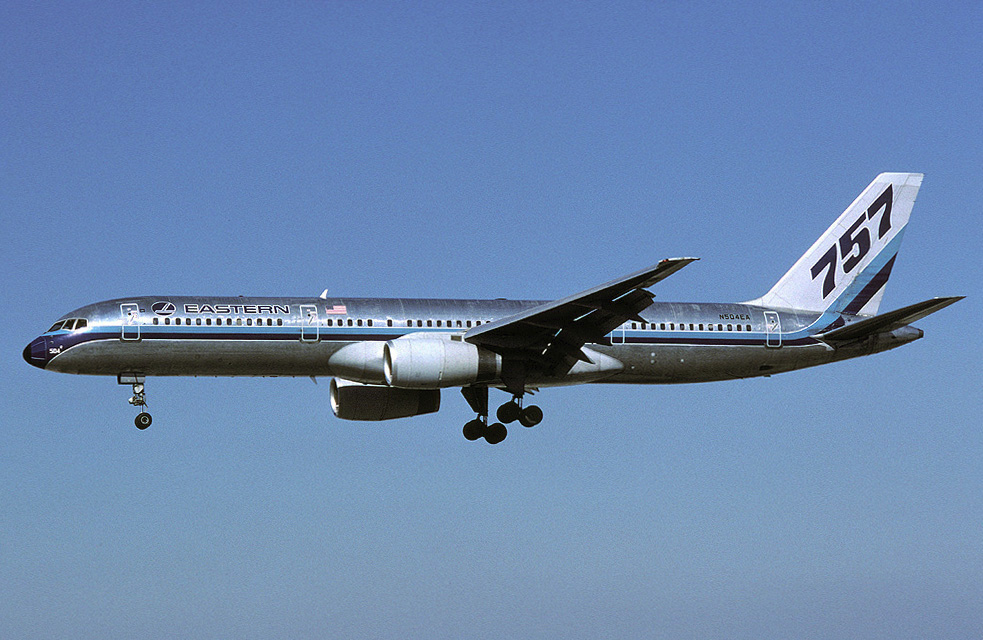
Boeing 757-200 da Eastern Airlines.

Com uma grande história, a Eastern Air Lines original foi fundada em 1926 e perdurou até 1991. A Eastern Air Lines, também conhecida como Eastern, foi uma grande companhia aérea domestica dos EUA. Antes de sua dissolução, estava sediada no Aeroporto Internacional de Miami, em uma área não corporativa do Condado de Miami-Dade, na Flórida. Eastern foi uma das " quatro grandes " companhias aéreas domésticas criadas pelas Conferências de Desmancha prazeres de 1930, e foi liderada pelo ás do vôo da Primeira Guerra Mundial Eddie Rickenbacker em seus primeiros anos. Tinha um quase monopólio nas viagens aéreas entre Nova York e Flórida, entre os anos 30 e 50, e dominou esse mercado por décadas depois. No final da década de 1970 e no início da década de 1980, durante a desregulamentação , disputas trabalhistas e altas dívidas sobrecarregaram a empresa sob a liderança do ex-astronauta Frank Borman. Frank Lorenzo adquiriu a Eastern em 1985 e transferiu muitos de seus ativos para suas outras companhias aéreas, incluindo Continental Airlines e Texas Air . Após contínuas disputas trabalhistas e uma paralisante paralisação em 1989, a Eastern ficou sem dinheiro e foi liquidada em 1991. Em 2015, um grupo de investidores comprou os direitos da marca e relançou a aérea, de início fazendo apenas voos fretados com o Boeing 737-800, que inclusive voou para o Brasil. A empresa tinha um grande plano de crescimento, tanto que encomendou jatos 737 MAX e o japonês MRJ da Mitsubishi. Porém, não conseguiu se manter rentável e não chegou a receber os novos jatos e tampouco chegou a operar voos regulares, um dos seus objetivos. Agora, os planos são ambiciosos: segundo a revista Airways Magazine, a nova Eastern pretende adquirir até 55 jatos Boeing 767 e 777 para voar na América do Sul, Caribe e China. Hoje, a empresa já conta com oito 767-200/300 operando voos charters, uma herança direta da fórmula operacional da Dynamic. Os primeiros Boeings 777-200 chegarão até maio do próximo ano. Um deles é um ex-Kenya Airways de antiga matrícula 5Y-KQS, hoje estocado no Kansas como N783KW.

## Acidentes e incidentes
- Voo Eastern Air Lines 21, em 26 de fevereiro de 1941
- Voo Eastern Air Lines 45, em 12 de julho de 1945
- Voo Eastern Air Lines 605, em 30 de maio de 1947
- Voo Eastern Air Lines 304, em 25 de fevereiro de 1964
- Voo Eastern Air Lines 401, em 29 de dezembro de 1972
- Voo Eastern Air Lines 212, em 11 de setembro de 1974
- Voo Eastern Air Lines 66, em 24 de junho de 1975